# Keklikdere, Genç
Keklikdere là một xã thuộc huyện Genç, tỉnh Bingöl, Thổ Nhĩ Kỳ. Dân số thời điểm năm 2010 là 227 người.